# Partido dos Finlandeses
O Partido dos Finlandeses, anteriormente conhecido em português como Verdadeiros Finlandeses (em finlandês: Perussuomalaiset, PS; tradução literal: "Finlandeses Básicos"; em sueco: Sannfinländarna), é um partido político finlandês de cunho nacional-conservador. Foi fundado em 1995 após a dissolução do Partido Rural Finlandês.
O Partido dos Finlandeses é descrito como um partido de direita à extrema-direita, com caráter nacionalista, socialmente conservador, populista, eurocético e anti-imigração.
O partido alcançou seu avanço eleitoral nas eleições parlamentares finlandesas de 2011, quando obteve 19,1% dos votos, tornando-se o terceiro maior partido no Parlamento da Finlândia. Nas eleições de 2015, obteve 17,7% dos votos, tornando-se o segundo maior partido político do parlamento. O partido esteve na oposição durante os primeiros 20 anos de sua existência. Em 2015, juntou-se ao governo de coalizão formado pelo então primeiro-ministro Juha Sipilä. Após uma cisão em 2017, mais da metade de seus deputados deixaram o grupo parlamentar e foram posteriormente expulsos de sua filiação partidária. Este grupo desertor, na época chamado Reforma Azul, continuou a apoiar a coalizão do governo, enquanto o PS entrou na oposição. O PS, tendo sido reduzido para 17 assentos após a divisão, aumentou sua representação para 39 assentos nas eleições parlamentares finlandesas de 2019, enquanto o Reforma Azul não conseguiu conquistar nenhum assento. Durante a eleição parlamentar finlandesa de 2023, o PS terminou em segundo lugar e registrou seu resultado mais forte desde a fundação do partido.

## Ideologia
Partido dos Finlandeses preconiza uma política mais restritiva para com imigrantes e mais dura para com os refugiados, assim como menos ajuda externa aos países da zona do euro com dificuldades financeiras. É contra a participação da Finlândia na OTAN e na União Europeia. Combina uma política econômica de centro-esquerda favorável ao bem-estar social e à tributação progressiva com uma política social conservadora. É descrito como um "partido dos trabalhadores não socialista". No campo da educação, quer acabar com a obrigatoriedade do ensino da língua sueca nas escolas finlandesas, apesar do sueco ser língua oficial da Finlândia, lado a lado com o finlandês.

## Resultados eleitorais

### Eleições legislativas
| Data | Cl.  | Votos   | %     | +/-  | Deputados | +/- | Governo              |
| ---- | ---- | ------- | ----- | ---- | --------- | --- | -------------------- |
| 1999 | 10.º | 26.440  | 1,0%  |      | 1 / 200   |     | Oposição             |
| 2003 | 8.º  | 43.816  | 1,6%  | 0,6  | 3 / 200   | 2   | Oposição             |
| 2007 | 8.º  | 112.256 | 4,0%  | 2,5  | 5 / 200   | 2   | Oposição             |
| 2011 | 3.º  | 560.075 | 19,0% | 15,0 | 39 / 200  | 34  | Oposição             |
| 2015 | 3.º  | 524.054 | 17.7% | 1,4  | 38 / 200  | 1   | Coalizão (2015–2017) |
| 2015 | 3.º  | 524.054 | 17.7% | 1,4  | 38 / 200  | 1   | Oposição (2017–2019) |
| 2019 | 2.º  | 538.805 | 17,5% | 0,2  | 39 / 200  | 1   | Oposição             |
| 2023 | 2.º  | 620.102 | 20,0% | 2,6  | 46 / 200  | 7   | Coalizão             |

### Eleições presidenciais
| Data | Candidato(a) apoiado(a) | 1.ª Volta | 1.ª Volta | 1.ª Volta | 2.ª Volta | 2.ª Volta | 2.ª Volta |
| Data | Candidato(a) apoiado(a) | Cl.       | Votos     | %         | Cl.       | Votos     | %         |
| ---- | ----------------------- | --------- | --------- | --------- | --------- | --------- | --------- |
| 2000 | Ilkka Hakalehto         | 6.º       | 31.405    | 1,0%      |           |           |           |
| 2006 | Timo Soini              | 5.º       | 103.492   | 3,4%      |           |           |           |
| 2012 | Timo Soini              | 4.º       | 287.571   | 9,4%      |           |           |           |
| 2018 | Laura Huhtasaari        | 3.º       | 207.337   | 6,9%      |           |           |           |
| 2024 | Jussi Halla-aho         | 3.º       | 615.487   | 19%       |           |           |           |

### Eleições europeias
| Data | Cl.  | Votos   | %     | +/- | Deputados | +/-     |
| ---- | ---- | ------- | ----- | --- | --------- | ------- |
| 1996 | 10.º | 15.004  | 0,6%  |     | 0 / 16    |         |
| 1999 | 9.º  | 9.854   | 0,8%  |     | 0 / 16    | Estável |
| 2004 | 9.º  | 8.900   | 0,5%  | 0,3 | 0 / 14    | Estável |
| 2009 | 5.º  | 162.930 | 9,8%  | 9,3 | 1 / 13    | 1       |
| 2014 | 3.º  | 222.457 | 12,9% | 3,1 | 2 / 13    | 1       |
| 2019 | 4.º  | 252.990 | 13,8% | 0,9 | 2 / 13    | Estável |
| 2024 | 6.º  | 139.160 | 7,61% | 6,2 | 1 / 15    | 1       |